# Serebro
Serebro («Серебро», стилизуется как SEREBRO) — российская женская поп-группа, существовавшая с 2006 по 2019 год и с 2024 года. В состав группы входят Дарья Кузнецова, Айгуль Валиулина и Диана Рак. Дебютное выступление группы в составе Елены Темниковой, Ольги Серябкиной и Марины Лизоркиной состоялось в финале конкурса песни «Евровидение-2007», куда она была отправлена в качестве представителя от России, в финале коллектив занял третье место с песней «Song #1».
С момента создания группа издала три студийных альбома, включая один англоязычный. Коллектив является одним из наиболее успешных российских проектов за границей. Благодаря «Евровидению» их дебютный сингл получил мировую известность и помог коллективу заявить о себе. Одноимённые сингл и альбом Mama Lover, а также сингл «Mi Mi Mi» имеют платиновые статусы в Италии, а также вошли в национальные чарты европейских, азиатских и латиноамериканских стран. В рецензии на альбом в газете Коммерсантъ успех группы Serebro за рубежом сравнивается с успехами дуэта t.A.T.u десятилетней давности, но сам проект назван «довольно ординарным», а альбом Mama Lover «стандартным евро-поп», а заглавная песня — «несомненным „паровозом“ диска».
Как и многие женские русскоязычные трио (ВИА Гра, Блестящие), Serebro известно частыми сменами состава. В 2009 году после выхода дебютного альбома «ОпиумRoz» коллектив покинула Марина Лизоркина, место которой заняла Анастасия Карпова, в составе с которой группа выпустила свой коммерчески самый успешный альбом Mama Lover. В 2013 году Карпову сменила Дарья Шашина, а менее чем через полгода об уходе заявила и Елена Темникова, на замену которой пришла Полина Фаворская. В 2016 году Serebro выпустили свой третий и последний студийный альбом «Сила трёх», с того же года состав менялся ежегодно: на смену Шашиной была выбрана Екатерина Кищук, в 2017 после ухода Фаворской новой солисткой стала Татьяна Моргунова. В 2018 году об уходе заявила Ольга Серябкина, а позднее было объявлено о полной замене состава. В 2019 году новыми участницами коллектива стали Ирина Титова, Елизавета Корнилова и Марианна Кочурова, однако после выхода первого сингла в обновлённом составе группа прекратила существование. В 2024 году группа воссоединилась и новыми участницами коллектива стали Дарья Кузнецова, Айгуль Валиулина и Диана Рак. 29 ноября вышел первый сингл в обновлённом составе «Song #2».

## История

### Формирование первого состава группы
После того, как Елена Темникова приняла участие во втором сезоне телепроекта «Фабрика Звёзд», она стала сотрудничать с продюсером Максимом Фадеевым. В ходе работы Темникова решила сформировать женскую группу, преимущественно из трёх человек:
Четыре года мы с Фадеевым искали своё направление, неповторимый стиль и год назад придумали проект, который Макс назвал Serebro.
С 2005 года начался поиск двух будущих солисток группы. Ольга Серябкина работала бэк-вокалисткой у подопечного Фадеева — Иракли, где она и познакомилась с Еленой Темниковой. Завязалась дружба, и Елена пригласила Ольгу на прослушивание в группу. Третью участницу группы, Марину Лизоркину, Максим Фадеев нашёл в Интернете. В 2006 году группа окончательно сформировалась и начала репетировать. Выпуск первого сингла был намечен на 2008 год, а до этого группа должна была репетировать и записывать материал в студии.

### 2007: «Евровидение»

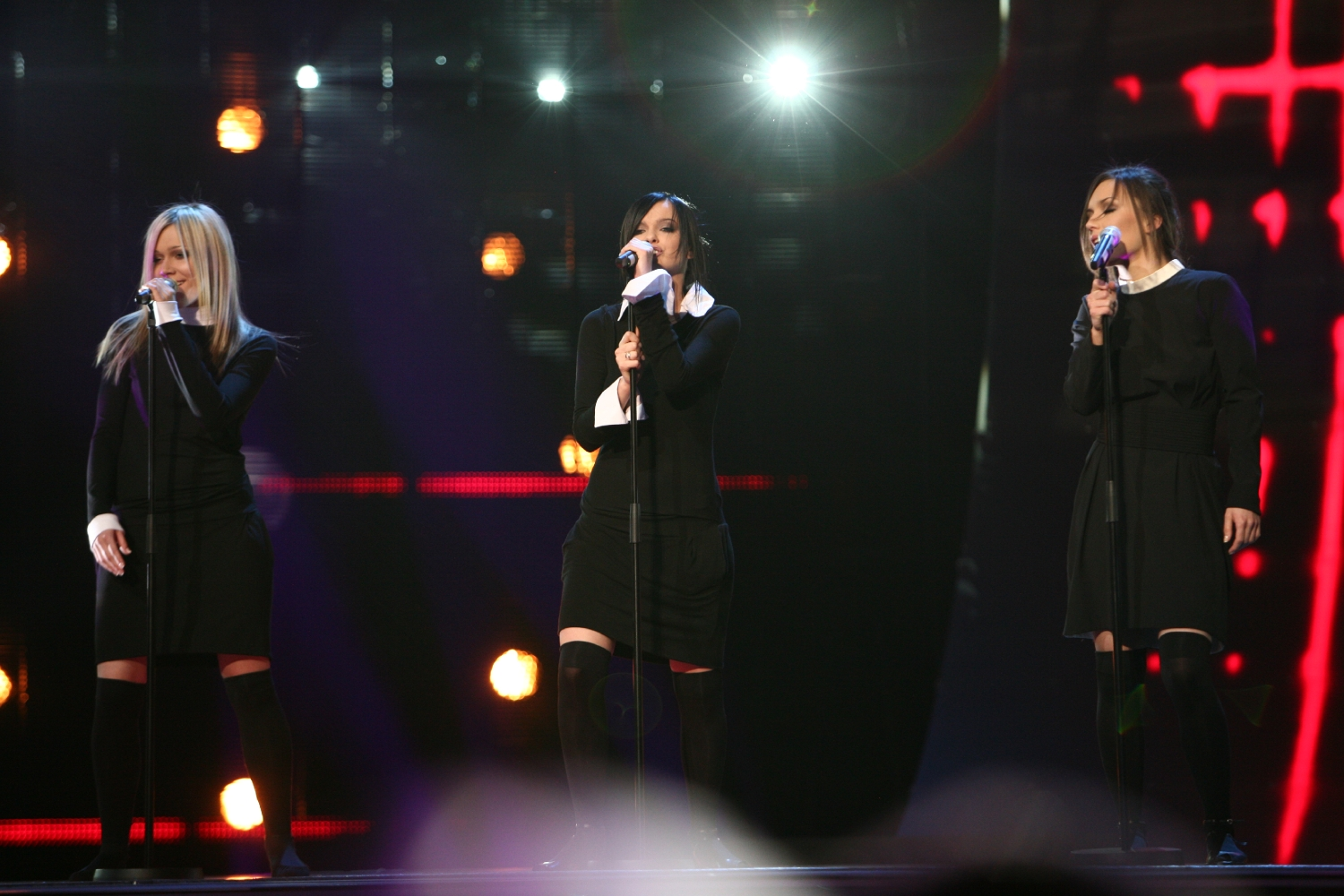
Serebro на «Евровидении-2007»

В 2007 году один из продюсеров «Первого канала» попросил Максима Фадеева показать, над чем он работает в данный момент. Фадеев дал прослушать демоверсию песни «Song #1». Через несколько дней Фадееву позвонили и сказали, что хотят увидеть девушек вживую, на национальном отборе конкурса песни «Евровидение-2007». Отбор прошёл 10 марта, единогласным решением жюри было решено, что на «Евровидение» едет неизвестная группа Serebro, а 14 марта студийная версия песни вышла в эфир «Европы Плюс». Позднее был снят видеоклип, кадры из которого использовались для рекламы «Евровидения» на «Первом Канале».

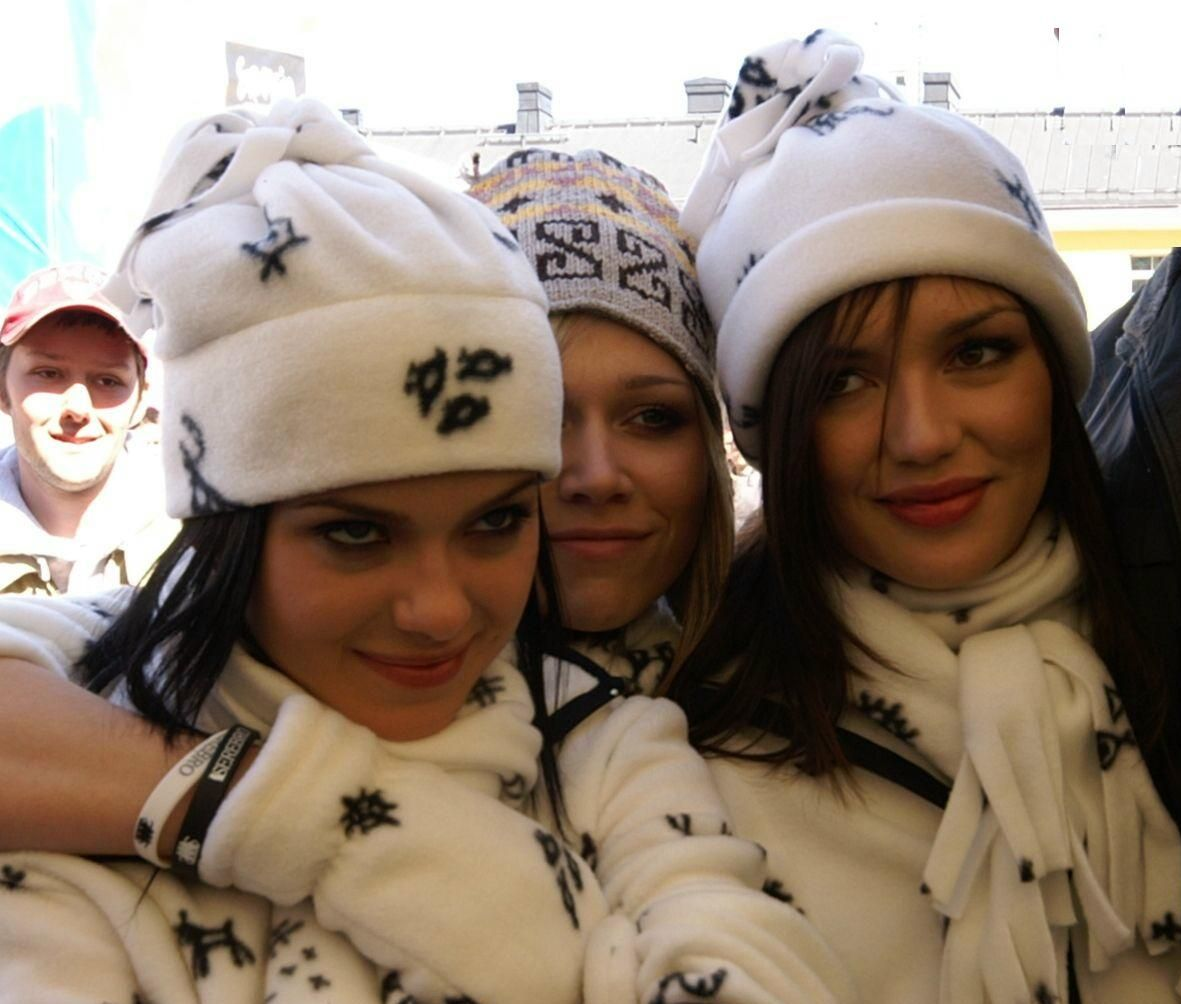
Serebro на пресс-конференции в Хельсинки

По результатам «Евровидения-2006», на котором Дима Билан занял второе место, Serebro проходили в финал, не участвуя в полуфинале. Финал конкурса, который проходил 12 мая 2007 года в Хартвалл-арене в Хельсинки, стал первым публичным выступлением трио. Девушки выступали под номером 15 и по результатам зрительского голосования набрали 207 баллов и заняли третье место, уступив золото представительнице из Сербии Марии Шерифович с песней «Molitva» и представителю с Украины Верке Сердючке с песней «Dancing Lasha Tumbai».

### 2007—2009: «ОпиумRoz»
Успешный старт группы сделал её популярной не только в России, но и в целом ряде европейских стран. Дебютный сингл «Song #1» возглавил российский радиочарт и вошёл в официальные чарты Швеции, Дании, Швейцарии, Латвии и Великобритании. В июне 2007 была выпущена русская версия песни — «Песня № 1». Несмотря на изначальное желание Фадеева выйти на азиатскую аудиторию, второй сингл «Дыши», лирическая баллада, на которую был снят клип, стал русскоязычным, тем самым дав начало популярности группы на отечественной сцене, о чём впоследствии продюсер пожалел, позднее был представлен трек «Whats Your Problem» — англоязычная песня в стиле поп-рок. По итогам 2007 года Serebro выиграли в номинации «Дебют года» на церемонии наград MTV Russia Music Awards, а также в категории «Прорыв года» на премии ZD Awards. Международная музыкальная премия World Music Awards признала группу самым продаваемым российским артистом года, а газета КоммерсантЪ назвала коллектив открытием года. Также коллектив был отмечен премиями «Новые песни о главном», «Золотой граммофон» и «Песня года».
Весной 2008 года в ротацию российских радиостанций попала песня «Опиум». Режиссёром клипа на неё стал продюсер коллектива Максим Фадеев. Также была записана английская версия песни — «Why». В ноябре Serebro получили награду «Лучшая группа» на церемонии MTV Russia Music Awards, где девушки исполнили новую песню «Sound Sleep». В том же месяце началась ротация новой песни «Скажи, не молчи», в декабре она возглавила российский радиочарт, став для группы третьим синглом № 1.
25 апреля 2009 года вышел дебютный альбом Serebro «ОпиумRoz», в который вошло 11 треков. Среди них синглы «Song #1», «Дыши», «Опиум», «Скажи, не молчи», сольные песни участниц трио, а также англоязычные треки. Авторитетные издания, в частности, Billboard, назвали дебютный альбом группы Serebro «самым ожидаемым релизом года». Презентация альбома, на которую мог попасть любой желающий, состоялась на Поклонной горе. Концерт трио в этот день посетило порядка 70 тысяч человек.

### 2009—2012: первая смена состава иMama Lover

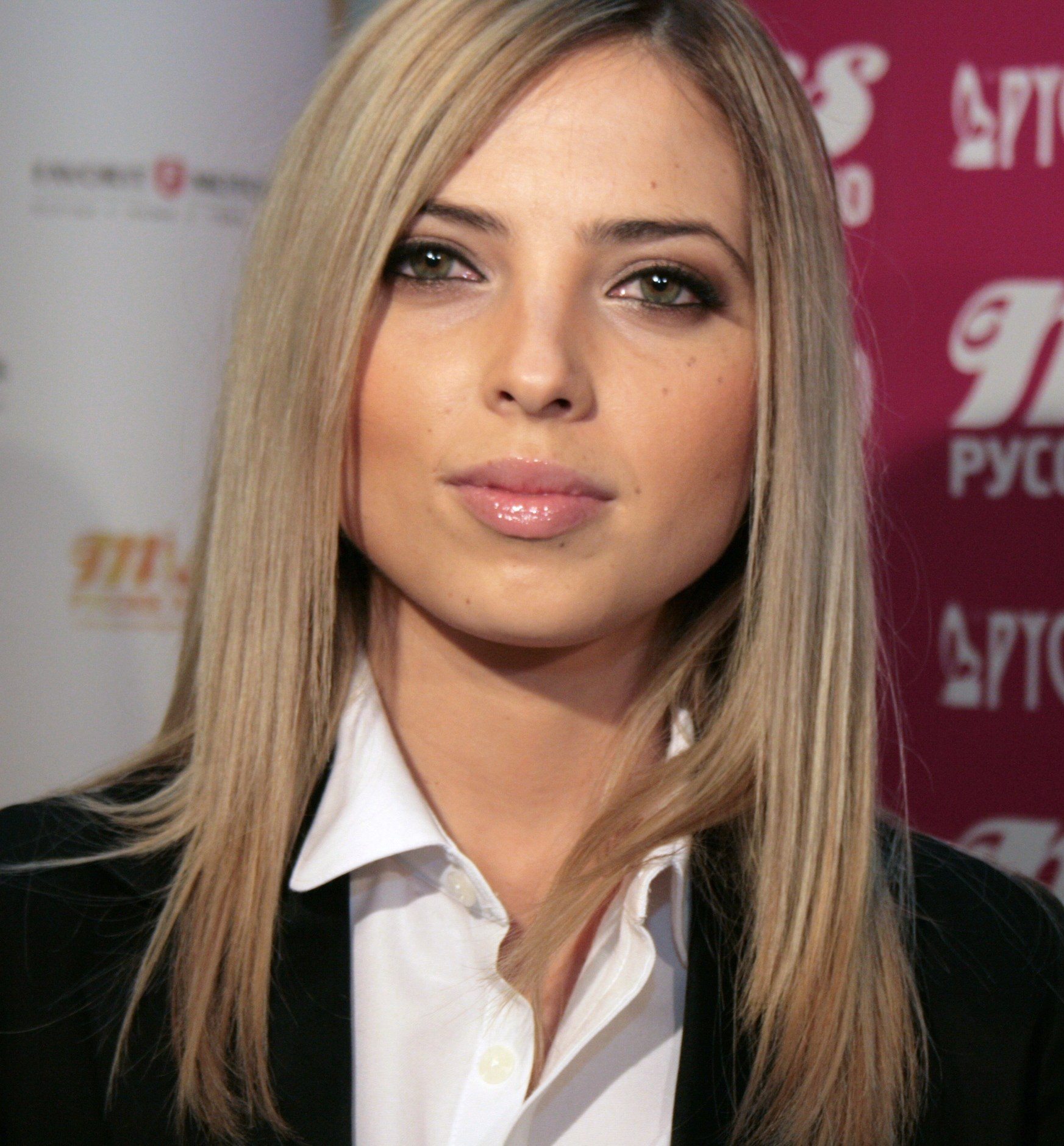
Анастасия Карпова, заменившая в группе Марину Лизоркину

В июне 2009 года группу покинула Марина Лизоркина, и её заменила Анастасия Карпова. В новом составе Serebro записали песню «Сладко» и её англоязычную версию «Like Mary Warner», автором текста которой стала Ольга Серябкина. Ольга также выступила соавтором текста русской версии композиции. За первые сутки на портале «Tophit» эту песню скачало рекордное количество радиостанций.
В сентябре «Сладко» попала на первое место хит-парада «100 самых ротируемых песен» музыкального интернет-портала Moskva.fm и достигла вершин чартов «Top Hit 10 Weekly», «10 Audience Choice» и «10 Moscow Weekly».
В декабре 2009 года в интернете распространились слухи о том, что солистка группы Елена Темникова покидает коллектив. Официального заявления о смене солистки не последовало, однако 30 ноября на официальном сайте группы был объявлен кастинг на место вокалистки.
В конце 2009 года Serebro третий раз подряд получило премию «Золотой граммофон» за хит «Скажи, не молчи», а песня «Сладко» была отмечена наградой «Песня года». Также трио приняло участие на концерте «Лучшие песни», где был отмечен их сингл «Сладко». 19 апреля 2010 года группа записала новый сингл «Не время», а 26 мая в поддержку композиции был выпущен видеоклип. Видео достигло вершины хит-парадов российских музыкальных телеканалов. 4 августа была презентована английская версия песни — «Sexing U». В августе группа выступила в качестве гостей фестиваля «Новая волна 2010» на творческом вечере Давида Тухманова, где исполнила кавер-версию песни «Доброй ночи».

Serebro на обложке Billboard

В сентябре 2010 Serebro были номинированы на премию MTV Europe Music Awards 2010, в октябре были представлены в пяти номинациях на премии ОЕ Video Music Awards 2010, по итогам голосования получив награду в номинации «Best International Video» за клип «Не время». Также группа украсила обложку ноябрьского номера российского издания Billboard. 1 ноября 2010 года на портале Tophit состоялась премьера нового сингла группы «Давай держаться за руки». В декабре Serebro вновь приняли участие в фестивале «Песня года», где Ольга Серябкина получила награды за написание песен «Не время» и «Москва-Владивосток» Юлии Савичевой.
30 июля 2011 года на фестивале Europa Plus Live Serebro представили свою новую песню «Mama Lover». 5 августа состоялась эксклюзивная премьера трека на радиостанциях Love Radio и DFM. После вышла русскоязычная версия этой песни под названием «Мама Люба», в сентябре вышел видеоклип, который стал хитом видеохостинга YouTube. За 10 дней отметка просмотров перевалила за миллион. Песня «Мама Люба» возглавляла чарт самых продаваемых цифровых треков в России, 9 недель подряд занимала 1 место чарта по заявкам радиослушателей СНГ, вошла в официальные чарты Испании, Италии, Бельгии и Чехии. В мае группа отправилась в европейский промотур альбома. 19 июня 2012 года на лейбле Ego вышел дебютный англоязычный альбом Mama Lover, который стал платиновым по продажам в Италии. Первоначально альбом был предназначен для релиза в странах Европы, однако позднее вышел и в России. В августе группа стала лидером по количеству номинаций на «Премию RU.TV 2012», а 29 сентября получила награду «Лучший танцевальный трек» за песню «Мама Люба». В сентябре также стало известно, что девушки номинированы на премию MTV Europe Music Awards 2012 в категории «Лучший российский артист».
В сентябре Serebro посетили Мексику, выступили на крупном концерте El Gran Concierto, а также приняли участие в съёмках программы «Каникулы в Мексике». 4 октября 2012 состоялась премьера клипа на песню «Gun». Свой первый миллион просмотров клип набрал уже через 8 дней. 11 октября группа выпустила российское издание альбома Mama Lover, в качестве бонус-трека была добавлена англоязычная версия сингла «Gun» — «Мальчик». 4 ноября в программе «Вечерний Ургант» Serebro исполнили песню «Paradise». В декабре стало известно, что группа номинирована на премию World Music Awards в номинации «Best Group». В конце года девушки приняли участие в итоговом концерте хит-парада «Красная Звезда» и получили диплом за песню «Мама Люба». В конце февраля 2013 года группа заключила контракт с японским лейблом «EMI». 19 марта состоялся японский релиз Mama Lover, выпущенный под названием SEREBRATION!, презентация релиза состоялась 20 марта в Токио.

### 2013—2016: «Сила трёх» и череда замен состава
14 февраля 2013 года на Big Love Show коллектив представил дебютный сингл «Sexy Ass» из третьего студийного альбома. 14 мая на портале «TopHit» был представлен сингл «Мало тебя». Песня попала в официальные чарты России, Украины, Латвии и Польши.
10 июня был презентован видеоклип на песню «Mi Mi Mi». Сингл создал вторую «волну» популярности в мире. Менее чем за 3 месяца после премьеры видеоклип превысил отметку в 15 миллионов просмотров. Сингл стал хитом в Италии и был сертифицирован как «платиновый», смог возглавить японское отделение «iTunes» и добраться до второй строчки самых скачиваемых песен Польши. В Греции композиция была названа одной из песен года. Песню ожидал успех и в Корее, там ей удалось возглавить CyWorld Music South Korea Chart. Сингл попал в танцевальные чарты Италии, Нидерландов, Японии, Франции, Австрии, Люксембурга, Испании, Швеции, Португалии, Мексики, Дании, Германии, Ирландии, Швейцарии, Норвегии, Бельгии и США. На сегодняшний день видеоклип имеет более 100 миллионов просмотров, став шестым видеоклипом русскоязычного артиста, добившимся такого результата.
Позднее коллектив записал вокал для сингла DJ M.E.G. «Угар». 27 сентября 2013 года на одном из концертов Анастасия Карпова заявила об уходе из группы и начале своей сольной карьеры, там же она сообщила, что на её место уже нашли замену, ею стала нижегородка Дарья Шашина. Официально об этом было объявлено 3 октября на сайте коллектива. 22 октября состоялась премьера видеоклипа «Угар». В съёмках группа приняла участие в обновлённом составе, партия Карповой была перезаписана Шашиной.
19 января 2014 года Serebro появляются в эфире радиостанции «Love Radio», чтобы представить свой новый сингл «Я тебя не отдам». Днём позже трек вышел официально, уже в первую неделю возглавив российский чарт «iTunes». Премьера видеоклипа состоялась 13 марта 2014 года. Успех песни был подогрет сообщением Темниковой о том, что 3 декабря у неё заканчивается контракт и продлевать его она не планирует в связи с желанием создать семью. Однако 15 мая официальный сайт группы разместил новость о том, что Темникова покинула коллектив досрочно из-за ухудшения состояния здоровья. На место Елены временно вернулась бывшая участница группы Анастасия Карпова.
5 июня 2014 года была представлена Полина Фаворская — новая солистка группы, заменившая Елену Темникову. Первая встреча солисток состоялась ещё в 2012 году, когда Полина была участницей 2 сезона реалити-шоу «Каникулы в Мексике», куда Serebro были приглашены как звёзды.
15 сентября 2014 года состоялся релиз песни «Не надо больнее», которая стала первой композицией, записанной с участием Полины Фаворской. Трек также стал четвёртым русскоязычным синглом в поддержку будущего третьего альбома группы.
29 апреля 2015 года группа выпустила новый сингл «Kiss», рассчитанный, прежде всего, на зарубежную аудиторию. Съёмки видеоклипа происходили в Испании, премьера видео произошла 4 июня. 28 июня состоялось выступление в Риме на Coca-Cola Summer Festival с этой песней, где группа впервые её исполнила в Италии. 21 мая 2015 года была представлена новая песня «Перепутала», а 18 июня — клип на эту песню, спустя ровно через 2 недели после премьеры клипа «Kiss». Режиссёром обеих работ стал Станислав Морозов. Видео стало хитом на «YouTube» и на сегодняшний день имеет свыше 50 миллионов просмотров.
27 октября 2015 года был выпущен последний русскоязычный сингл «Отпусти меня» из будущего альбома, а 19 февраля 2016 года вышел клип на песню. В главной роли выступили участницы группы, а также рэпер Никита Раскольников, известный под псевдонимом Раскол. 30 октября 2015 года в рамках большого сольного концерта группы в московском клубе «Известия Hall» состоялась презентация нового альбома. Позже весь материал к пластинке, предварительным названием которой было 925 (в честь пробы драгоценного металла), был похищен и релиз был отложен.
29 марта 2016 года продюсер группы Максим Фадеев объявил кастинг в группу в официальном сообществе группы в ВКонтакте на место Дарьи Шашиной. У девушки диагностировали врождённую дисплазию коленных суставов, развившуюся из-за тяжёлого гастрольного графика. Сперва победительницу хотели объявить 5 апреля, но было принято решение о продлении кастинга на неделю. 13 апреля 2016 года стало известно, что новой солисткой станет Екатерина Кищук. 27 апреля группа дала прощальный концерт в Парке Горького в летнем кинотеатре «Музеон» совместно с Jukebox Trio. 1 мая 2016 года Дарья Шашина официально покинула коллектив.
27 апреля 2016 года в онлайн-магазине «iTunes Store» был открыт предварительный заказ будущего альбома, получившего название «Сила трёх», это словосочетание девушки использовали как хештег в своих социальных сетях. В альбом вошли все ранее опубликованные синглы, трек «Blood Diamond», записанный с голландским коллективом Yellow Claw, а также трек «My Money», который формально является совместным с MOLLY, но буквально является сольной песней Ольги Серябкиной. 19 декабря перезаписанная версия трека вышла в качестве сингла.

### 2016—2019: уход Фаворской, полная замена состава и распад
5 июня 2016 года состоялась премьера нового сингла «Сломана». 19 августа был выпущен видеоклип. В августе группа записала саундтрек к первому сезону реалити-шоу «Пацанки» на телеканале «Пятница!».
28 февраля 2017 года был опубликован отрывок песни «Пройдёт», премьера песни была запланирована на 6 марта, но из-за утечки премьера состоялась 3 марта. 29 марта вышло Mood Video. Съёмки клипа проходили в марте, режиссёром считалась студентка Стася Венкова, однако по неизвестным причинам клип так и не был опубликован.
17 апреля 2017 года стало известно, что группа Serebro стала лицом косметического бренда «Sephora» и представила новую коллекцию «Colorful Skincare» в магазинах «Иль де Ботэ». Презентация бренда состоялась 20 апреля в торгово-развлекательном центре «Авиапарк». 10 мая был выпущен сингл «Между нами любовь», в тот же день состоялась премьера «Summer Fun Video». 18 мая в «YouTube» состоялась премьера Lyric Video. 14 июля вышел видеоклип.
В 2017 году также были выпущены синглы «Young Yummy Love», записанный при участии DJ Feel, и «В космосе». 28 августа 2017 года в Instagram Полина Фаворская заявила об уходе. Причиной этого решения стало желание саморазвития. В тот же день продюсер группы сообщил, что сроки ухода не установлены и несколько месяцев Фаворская продолжит работать в группе, песню «В космосе» он назвал символичным прощанием с девушкой. 2 октября был объявлен кастинг на поиск новой солистки. Приём заявок осуществлялся до 15 октября. 16 октября состоялась премьера видеоклипа на сингл «В космосе». В роли режиссёра выступила Дилия Альшина. Также в видео использованы сцены, снятые режиссёром Стасей Венковой, ранее предназначенные для клипа «Пройдёт». Видео посвящено всем бывшим солисткам коллектива, в съёмках также принял участие молодой человек Полины Фаворской — Никита Волосников. 17 ноября стало известно, что новой солисткой коллектива стала Татьяна Моргунова, а Полина Фаворская работает в группе до конца 2017 года. 24 декабря в ТРК «Vegas» состоялось прощальное выступление с Полиной Фаворской. Там же публике была впервые представлена Татьяна.
31 декабря в новогоднем выпуске шоу Большого Русского Босса был впервые представлен видеоклип на композицию «Новый год» (кавер на песню группы Стекловата). В конце клипа также появилась Татьяна. Трек стал последним в составе с Полиной. Позднее песня появилась в цифровых магазинах, а 1 января 2018 года клип был опубликован на официальном канале.
18 марта 2018 года был выпущен сингл «111307». 1 августа состоялась премьера англо-испаноязычного сингла «Chico loco», 10 сентября состоялась премьера клипа. Также группа представила синглы «На лицо» (совместно с «Хлебом»), «Пятница» и «Притяженья больше нет» (совместно с Максимом Фадеевым). На последний был представлен видеоклип, участие в котором принял Константин Меладзе, автор композиции.
9 октября в своём Instagram Ольга Серябкина объявила о желании покинуть коллектив, в котором она состоит с 2006 года. Ольга сообщила, что будет выступать в группе до 2019 года. 11 октября в интервью телеканалу RU.TV также рассказала, что кастинг в группу ещё не начался, и она хотела бы, чтобы он проходил в открытой форме. 28 ноября был объявлен открытый кастинг на поиск трёх новых солисток. Серябкина, Кищук и Моргунова объявили о завершении своей коллективной деятельности в феврале 2019 и полном обновлении состава. Также ранее Максим Фадеев в интервью телеканалу «Дождь» анонсировал создание международной франшизы под брендом Serebro.
14 февраля 2019 года на концерте телеканала Муз-ТВ в Кремле, посвящённому Дню Святого Валентина, группа в обновлённом составе исполнила песню «Между нами любовь». Новыми участницами коллектива стали: Марианна Кочурова, Елизавета Корнилова и Ирина Титова. 31 мая вышел сингл «О, мама», а 30 июля состоялась премьера клипа.
30 октября Максим Фадеев заявил, что расторгает контракты со всеми артистами лейбла MALFA, оставляя артистам все права на песни, записанные в лейбле.

### Возрождение группы (с 2024)
В 2024 году группа воссоединилась и новыми участницами коллектива стали Дарья Кузнецова, Айгуль Валиулина и Диана Рак. 29 ноября вышел первый сингл группы в обновлённом составе «Song #2». 12 декабря состоялось первое выступление нового состава на премии «Золотой граммофон». 20 декабря вышел альбом «LUML», включающий в себя две новые песни - «Song #2 (act1 LUML)» и «Song #2 (act3 Minor)», а также ремиксы на хиты группы. 
24 января 2025 года состоялась премьера нового сингла «Надоело (105)». 19 марта вышел клип на эту композицию  .

## Музыкальный стиль
В 2007 году Serebro, благодаря старту группы с «Евровидения», сразу привлекли к себе внимание российских и европейских журналистов. Сайт «Utro.Ru» в мае 2007 писал, что в течение последних двух месяцев группа была самой обсуждаемой не только в СМИ, но и среди представителей отечественного шоу-бизнеса. Директор музыкального вещания российского Первого канала Юрий Аксюта утверждал, что решение послать никому не известную группу было принято экспертным советом единогласно, сразу после того, как они услышали демоверсию «Song #1». «Остальные кандидаты, среди которых были Панайотов с Чумаковым, Диана Гурцкая, Полина Гриффитс, группы „Банд’Эрос“ и „TOKiO“, оказались на голову и даже на две ниже, чем Serebro» — добавлял он. Композитор Владимир Матецкий описал дебютную песню коллектива как «очень современную, динамическую», добавив, что группа симпатична ему тем, что она не относится ни к традиционному для «Евровидения» направлению, ни к фрикам. Лариса Долина, увидев выступление Serebro перед экспертной комиссией «Первого канала», говорила: «Они очень уверенно поют, очень хорошо двигаются, такой очень хороший европейский уровень». Британский телеканал BBC отмечал «весьма редкую для „Евровидения“» стильность группы, добавив, что модной в Британии группе Girls Aloud было бы не стыдно иметь в репертуаре такую песню, как «Song #1». Портал «Intermedia.Ru» сравнил группу с другим британским гёрлз-бэндом, назвав Serebro русским клоном Sugababes, отметив при этом, что копия получилась «очень качественной». Оценивая результат группы на конкурсе, третье место, музыкальный критик Артур Гаспарян отмечал, что такого высокого результата группа добилась без «… оглушительной промокампании, […] без истории и мощных фан-клубов, как у большинства раскрученных исполнителей; не было нанятых „пиар-квакеров“, создающих закулисный ажиотаж на подобных мероприятиях; и самое главное — только 12 мая в Хельсинки они впервые (!) вышли на сцену как коллектив. День рождения! И сразу — на международной во всех смыслах сцене!» Алексей Мажаев из InterMedia.ru писал, что, выступив на конкурсе «более чем успешно» для дебютанток, «попутно доказав, что на этом конкурсе громкое имя значит не больше, чем точно сделанные композиция и номер», участницы Serebro мгновенно перешли в категорию «звёзд», а хиты Фадеева позволили группе поддерживать быстро приобретённый высокий статус и после «Евровидения». Гуру Кен писал, что, отправив Serebro на «Евровидение», Максим Фадеев «опасно рискнул и крупно выиграл», высказав мнение, что «…не завоюй группа третьего места на престижном в России конкурсе, вряд ли англоязычный клон прогрессивных английских тин-групп стал бы так широко известен. В лучшем случае, с песней „Song #1“ его ждала бы участь никому не нужных Plazma или той же фадеевской Total». Дебютный альбом «ОпиумRoz» был назван журналом Billboard самым ожидаемым релизом 2008 года, а после выхода был назван им «превзошедшим все ожидания».
С приходом Анастасии Карповой в 2009 году и началом записи второго студийного альбома стиль группы вновь несколько изменился — дебютный клип в новом составе, «Сладко», был анонсирован как «первый эротический видеоклип» группы. На последовавшие за ним синглы «Не время», «Давай держаться за руки» и «Мама Люба» также сняты клипы с откровенным сюжетом.
Очередной всплеск внимания журналистов к Serebro начался после выхода сингла «Мама Люба». По словам Максима Фадеева, песня была признана «неформатной» руководством большинства российских радиостанций. Песня и видеоклип получали негативные отзывы за присутствие нецензурных слов в тексте, а также откровенное поведение солисток в видео. В то же время Булат Латыпов из «Афиши» сравнивал «Маму Любу» с треками Duck Sauce. Тем временем набирающий популярность сингл «Mama Lover» в странах Европы и Латинской Америки привлекла к Serebro внимание иностранных СМИ. Многие критики назвали эту песню «визитной карточкой» группы, несмотря на участие в конкурсе «Евровидение» с «Song #1». Итальянский Corriere.it в этой связи сравнил Serebro и их «Mama Lover» с российской группой t.A.T.u. и их главным хитом «All The Things She Said» и скандальным клипом на эту песню. Серджио Цадедду с Musicsite Italia назвал песню «достаточно лёгкой, чтобы стать популярной, танцевальной, ориентированной на массы и без всякого смысла», а также добавил, что «молодые люди наверняка с радостью добавят сингл в свои плейлисты на несколько недель, особенно если к песне они приложат видео и фото этих симпатичных старлеток». Excitenews.es описал песню как «запоминающуюся и танцевальную». Итальянская журналистка Диана Гульельмини, говоря о сингле, сказала «…сингл „Mama Lover“ — это новая „песенка-прилипала“ этого лета. Песня была выпущена ещё в августе 2011, а теперь пришла и в Италию. Видео с тремя девушками, откровенно одетыми и нескромно себя ведущими, покорило сеть. Причём молодое поколение, вероятно, куда больше оценило клип, чем саму песню», добавив, что Serebro имеет серьёзные шансы завоевать музыкальные рынки за пределами России".

## Критика
Рок-критик Артемий Троицкий расценил шансы группы на победу в конкурсе как «приближающиеся к нулю», назвав участниц группы «безликими, невзрачными и к тому же совершенно неопытными», а также сравнив «Song #1» с другой песней авторства Максима Фадеева — «Мой мармеладный» Кати Лель: «… в новом варианте другой припев, а что касается куплетов, то они — один к одному […], разве что исполняется на английском языке». За сходство «Song # 1» с песнями Бритни Спирс и Глюк’oZa, а клипа на эту композицию с работами Майкла Джексона, группа получила спец-награду анти-премии «Серебряная калоша», вручающуюся за «самые сомнительные достижения в области шоу-бизнеса» в номинации «Песни, написанные украдкой, или На композиторе шапка горит».
Алексей Мажаев предположил, что качественные англоязычные треки присутствуют в альбоме в качестве «предмета внутренней гордости: мол, во мы как могём», поскольку ОпиумRoz распространялся только в странах СНГ, а после «Евровидения» группа сделала ставку на медленные русскоязычные композиции, которые были описаны в рецензиях как «предсказуемо однотипные» и «словно писанные для саундтреков сериалов». «Собственно, это и есть будущее „Серебра“» — заключил в своей рецензии Гуру Кен, — «так что попытка создать отечественную помесь Deep Forest и Depeche Mode с треском провалилась уже к дебютному альбому проекта. Но спасибо Фадееву хотя бы за попытку!»
Вопреки обещаниям солисток, что они никогда не будут участвовать в откровенных фотосессиях для глянцевых журналов, данным в начале карьеры, Serebro участвует в откровенных фотосессиях для журналов Billboard, Rolling Stone и Maxim. Также Serebro решило сосредоточиться в новом альбоме на танцевальных англоязычных композициях, отказавшись от лирических песен.
Гуру Кен в своей рецензии на «ОпиумRoz» отмечал, что от альбома «пахнет продюсерским недоумением: куда двигаться дальше?». Половину альбома составляли жёсткие электронные танцевальные треки на английском языке, вторую половину — «форматные» для российских радиостанций лирические композиции на русском. И если первую половину Billboard, NewsMusic и Intermedia оценили высоко, вторую половину Гуру Кен назвал «весёленькой попсой того же разлива, что пишется им [Фадеевым] для Агурбаш или Лель». Алексей Мажаев также отметил самоповторы музыканта, сравнив русскоязычные композиции альбома с творчеством тех же исполнительниц.
С другой стороны, англоязычные треки альбома «ОпиумRoz» Гуру Кен сравнивал с творчеством таких групп, как Depeche Mode и The Prodigy. «Never Be Good», по его мнению, «занимает у „Personal Jesus“ едва ли не все родовые черты». Лев Кантор из Billboard описал эту часть альбома как имеющую «жёсткий, наэлектризованный звук почти на стыке синтезаторного панк-рока и электроклэша, с на удивление агрессивным и напористым вокалом». Особо была отмечена композиция «Sound Sleep», описанная Алексеем Мажаевым как «почти психоделическая», Илья Буц из Billboard описал эту трип-хоп балладу как «неожиданно монументальное остинантное звуковое полотно с аллюзиями на Massive Attack», Гуру Кен писал, что «Sound Sleep» — это «арт-роковая зарисовка с магическими нашёптываниями и размахом этнических остинатных риффов, отсылающая едва ли не к Pink Floyd». Выступление с этой композицией на «MTV Russian Music Awards» в 2008 году, по словам Billboard, отличалось «постановкой масштаба концертных эскапад Nine Inch Nails», Илья Буц писал: «Впервые номер на местной телецеремонии не выглядел „монгольской“ поделкой на западный манер, а Serebro продемонстрировали своё полное несоответствие пластмассовой природе типичного поп-проекта». Гуру Кен также добавил, что всё это сделано хоть и «от души, но без продолжения».

## Участницы

### Состав
| Период                         | Состав              | Состав            | Состав            |
| ------------------------------ | ------------------- | ----------------- | ----------------- |
| С 2006 — июнь 2009             | Елена Темникова     | Ольга Серябкина   | Марина Лизоркина  |
| Июнь 2009 — 27 сентября 2013   | Елена Темникова     | Ольга Серябкина   | Анастасия Карпова |
| 3 октября 2013 — 15 мая 2014   | Елена Темникова     | Ольга Серябкина   | Дарья Шашина      |
| 15 мая — 5 июня 2014           | Анастасия Карпова   | Ольга Серябкина   | Дарья Шашина      |
| 5 июня 2014 — 13 апреля 2016   | Полина Фаворская    | Ольга Серябкина   | Дарья Шашина      |
| 13 апреля 2016 — 1 января 2018 | Полина Фаворская    | Ольга Серябкина   | Екатерина Кищук   |
| 1 января 2018 — 1 февраля 2019 | Екатерина Кищук     | Ольга Серябкина   | Татьяна Моргунова |
| 14 февраля 2019 — октябрь 2019 | Елизавета Корнилова | Марианна Кочурова | Ирина Титова      |
| 29 ноября 2024 — н.в           | Дарья Кузнецова     | Айгуль Валиулина  | Диана Рак         |

### Бывшие солистки
- Марина Лизоркина (род. 9 июня 1983, Москва) — окончила эстрадно-джазовую академию. Бывшая солистка группы «Формула», вместе с которой записала несколько песен для российского сериала «Обречённая стать звездой». В Serebro попала через онлайн-кастинг.
- Елена Темникова (род. 18 апреля 1985, Курган) — в 2003 году принимала участие в музыкальном телепроекте Первого Канала — «Фабрика Звёзд-2», где и познакомилась с Максимом Фадеевым, который был главным продюсером проекта. На «Фабрике Звёзд» Лена заняла 3-е место, после чего был подписан контракт с Максимом Фадеевым и лейблом «Монолит Рекордс». Участвовала в телепроекте «Последний герой», а также солировала в мюзикле «Аэропорт».
- Анастасия Карпова (род. 2 ноября 1984, Балаково) — с детства интересовалась музыкой, но решила посвятить себя балету. Также посещала уроки пения, после чего решила начать карьеру певицы.
- Дарья Шашина (род. 1 сентября 1990, Нижний Новгород) — студентка НГК им. Глинки, отделение «актёр музыкального театра». Окончила музыкальную школу по двум классам — скрипка и фортепиано. В детстве училась в Англии. С 2012 года жила в Америке, где обучалась на вокальных и языковых курсах.
- Полина Фаворская (род. 21 ноября 1991, Волгоград) — 12 лет занималась в народном хореографическом ансамбле «Радужный», в 15 лет пела в опере в музыкальном театре «Амадей»[120]; окончила отделение «Рекламы и PR» Высшей школы экономики, с 2010 года — штатный артист продюсерского центра Максима Фадеева, в прошлом — участница 2 сезона реалити-шоу «Каникулы в Мексике»[53][121].
- Ольга Серябкина (род. 12 апреля 1985, Москва) — с 7 лет занималась бальными танцами, является кандидатом в мастера спорта. Участвовала во многих танцевальных конкурсах. Окончила «Школу искусств» как «эстрадный исполнитель». Является профессиональным переводчиком с английского и немецкого языков. Работала бэк-вокалисткой у подопечного Фадеева — Ираклия, где познакомилась с Еленой Темниковой, которая привела её в группу. Также пишет тексты песен для группы Serebro и других проектов Фадеева.
- Екатерина Кищук (род. 13 декабря 1993, Тула) — в дошкольном возрасте начала заниматься танцами, является двукратной чемпионкой по хип-хопу, а также двукратной чемпионкой по фитнес-аэробике. После школы поступила в МГИК, задержавшись там на год. После перешла в РАМ им. Гнесиных, где проучилась 2 года. Заочно учится на эстрадно-джазовом отделении в Московском институте современного искусства[122].
- Татьяна Моргунова (род. 25 января 1998, Актобе) — родилась и жила в Казахстане, затем переехала в Санкт-Петербург, где учится в СПбПУ Петра Великого, работала фитнес-тренером. Выиграла кастинг в Instagram, став новой солисткой.
- Ирина Титова[123][124][125][126][127] (род. 22 января 1997, Ташкент) — родилась в Ташкенте, жила в Бельгии, затем переехала в Россию. С детства профессионально занималась прыжками в воду, является мастером спорта России. Учится в Московском финансово-юридическом университете. В Serebro попала по дополнительному этапу онлайн-кастинга.
- Елизавета Корнилова (род. 22 июня 2000, Москва) — профессионально занималась бальными танцами, интересовалась живописью, музыкой и актёрским мастерством. Снималась в «Ералаше», принимала участие в национальном отборочном туре от России на «Детское Евровидение — 2012». Учится в университете на факультете теле-радио журналистики. В Serebro попала через онлайн-кастинг в 2018 году.
- Марианна Кочурова (род. 6 июля 1996, Санкт-Петербург) — училась в школе с музыкальным уклоном, после окончания которой поступила в ГИТИС, хотя изначально хотела стать певицей. В 2018 году попала на онлайн-кастинг, после которого стала участницей Serebro.

## Дискография

### Студийные альбомы
- «ОпиумRoz» (2009)
- Mama Lover (2012)
- «Сила трёх» (2016)

### Мини-альбомы
- «Избранное» (2010)
- Chico Loco (2019)
- LUML (2024)